# Lixia, Jinan
Lixia är ett stadsdistrikt i provinshuvudstaden Jinan i Shandong-provinsen i norra Kina.